# Valerij Dymo
Valerij Volodymyrovyč Dymo (in ucraino Валерій Володимирович Димо?; Mykolaïv, 9 settembre 1985) è un ex nuotatore ucraino.

## Palmarès
- Europei

Debrecen 2012: argento nei 100m rana.
- Europei in vasca corta

Trieste 2005: bronzo nei 100m rana.
Helsinki 2006: argento nei 100m rana.
- Universiadi

Bangkok 2007: oro nei 100m rana e bronzo nella 4x100m misti.
- Europei giovanili

Glasgow 2003: bronzo nei 100m rana.